# Gōtoku-ji

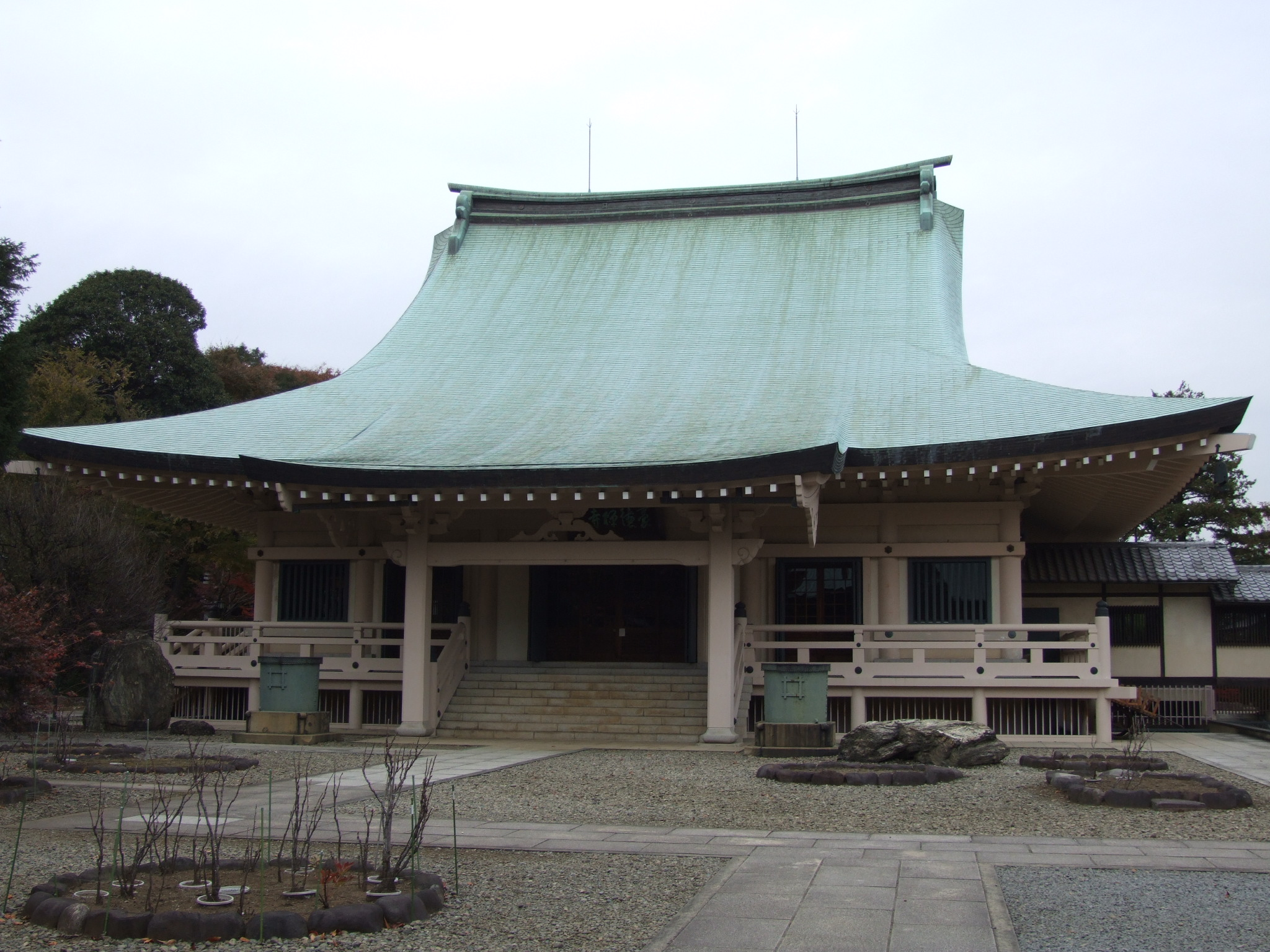
Haupthalle des Gōtoku-ji

Gōtoku-ji (jap. 豪徳寺) ist ein buddhistischer Tempel, der aufgrund der Maneki-neko auch als „Katzentempel“ bekannt ist. Er liegt im südwestlichen Bezirk Setagaya der Stadt Tokio in Japan.

## Beschreibung
Östlich der Station Miyanosaka in Setagaya befindet sich das Eingangstor der Tempelanlage. Wenn man dieses durchschreitet, befindet sich in einem Garten auf der rechten Seite der Glockenturm mit einer Glocke aus dem 17. Jahrhundert, und auf der linken Seite eine dreistöckige Pagode. Vor Kopf sieht man eine Buddhahalle. Dahinter befindet sich die Haupthalle des Gōtoku-ji, zu deren rechten Seite sich das Verwaltungsgebäude mit angeschlossenem Souvenir-Laden und zur Linken sich eine einstufige Pagode befindet. Biegt man auf dem Rückweg an der Vorderseite der Buddhahalle den Weg nach rechts ab, erschließen sich einem nacheinander die Glückshalle (jap. 招福殿) und der Tama-Schrein mit Maneki-neko-Figuren auf der rechten Seite. Zur Linken sieht man die dreistöckige im Jahre 2006 neu errichtete Pagode. An ihr befinden sich Schnitzereien von Tieren der zwölf chinesischen Tierkreiszeichen. Es beginnt mit der Ratte, der in dieser Pagode noch zusätzlich eine Katze beigestellt wurde. An mehr oder weniger versteckten Stellen befinden sich dort Schnitzereien von Katzen. Folgt man dem Weg, erreicht man den Friedhof mit dem Grab von Naotaka Ii.

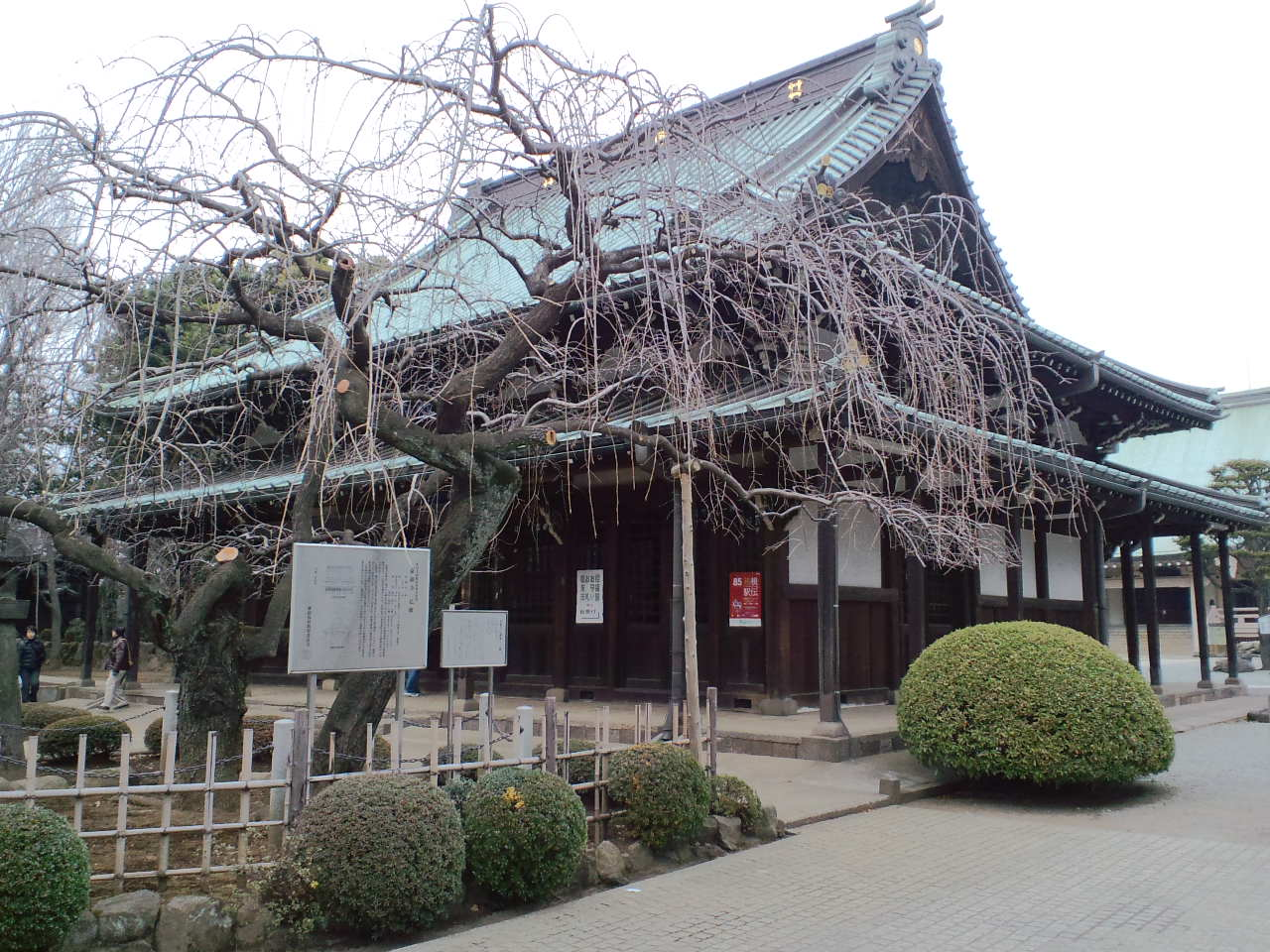
Buddhahalle

### Standort
Der Gōtoku-ji ist mit der Bahn vom Zentrum Tokios aus leicht erreichbar. Vom Bahnhof Shinjuku fährt man mit der Odakyū Odawara-Linie Richtung Hon-Atsugi 15 Minuten zum Bahnhof Gōtokuji. Oder man kann mit der Straßenbahn der Tōkyū Dentetsu die Setagaya-Linie bis zur Haltestelle Miyanosaka nutzen. Von der Statue einer Maneki-neko ist er einen Fußweg von 5 Minuten entfernt.
Positionsangabe nach dem World Geodetic System 1984: 35° 38′ 55,6″ N, 139° 38′ 50,7″ O,

Adresse: 2-24-7 Gotokuji, Setagaya 154-0021, Präfektur Tokio

### Öffnungszeiten

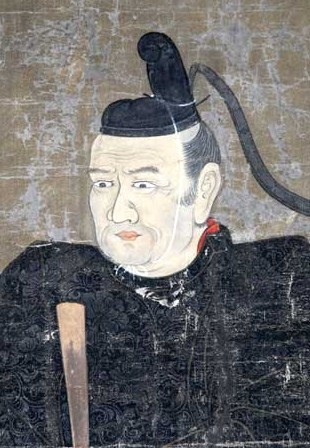
Naotaka li (jap. 井伊 直孝 ii naotaka)

Tempelanlage: täglich von 6:00 bis 18:00 Uhr

Souvenir-Laden: täglich von 8:00 bis 16:30 Uhr

Der Eintritt ist frei.

## Geschichte
Der Haupttempelbereich soll der Hauptteil der Burg von Setagaya auf dem Berg Daieizan gewesen sein, die durch die Niederlage von Odawara im Jahr 1590 als Residenz des mittelalterlichen Musashi Kira aufgegeben wurde. 
Im Jahr 1480 baute der Fürst Masatada Kira, von der Burg von Setagaya, für seine Tante und gleichzeitig Tochter von Yokotaka einen Vorläufer dieses Tempels für Kotoku-in. Der Gōtoku-ji praktiziert den Zen-Buddhismus. Anfangs der Rinzai-Richtung, aber 1584 wandte er sich der Sōtō-Richtung zu. 
Im Jahr 1633 gründeten und unterhielten Kanei Hikone und Fürst Naotaka Ii den Tempel als Familientempel der Ii-Familie. Der Tempelname basiert auf Naotaka Iis Silanamen „Kushoin Gōtoku Tenei Ishi“.
Im Jahr 2006 wurde die dreistöckige Pagode neu errichtet.

## Legende

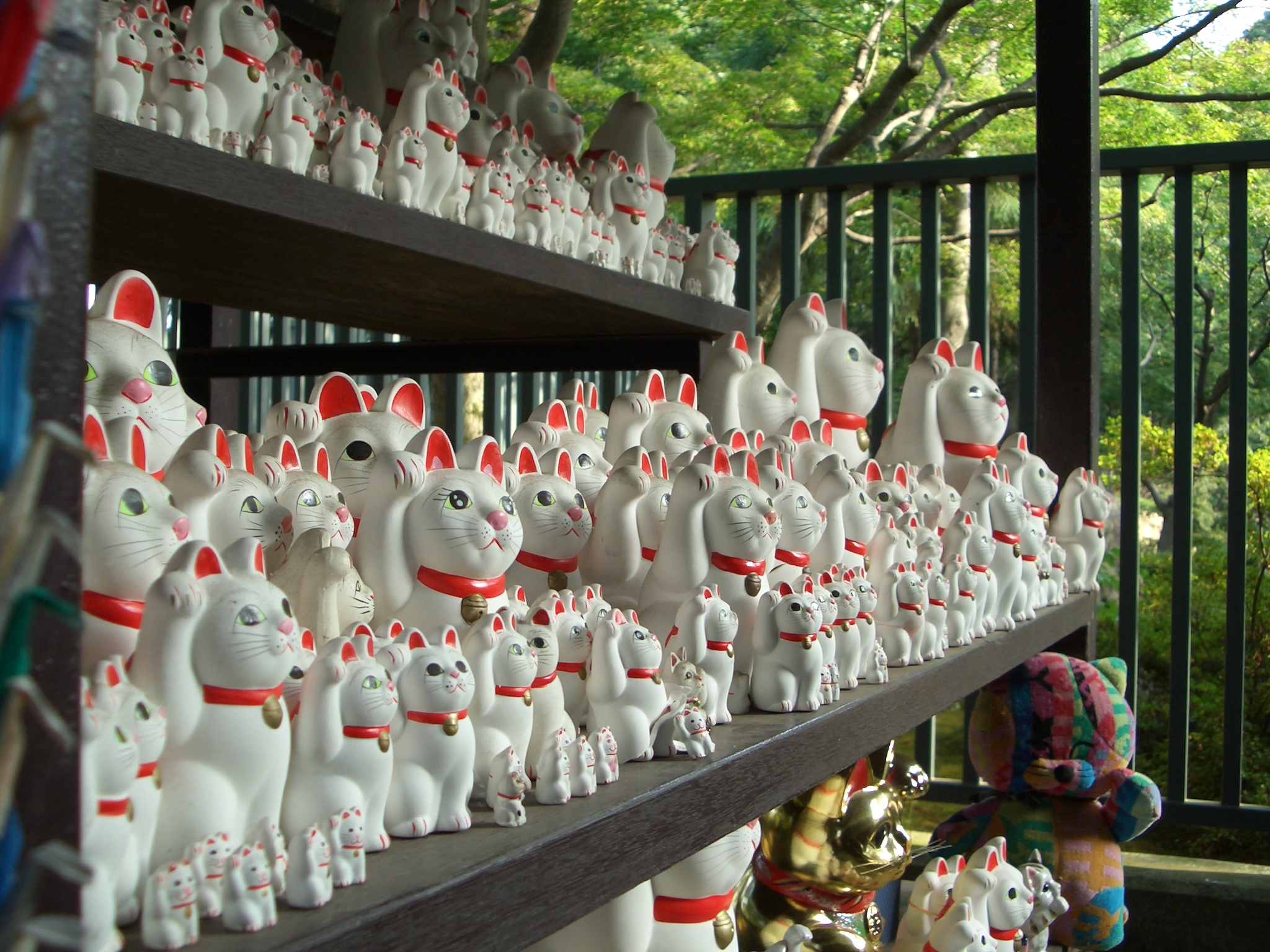
Maneki-neko am Tama-Schrein

Im 17. Jahrhundert der Edo-Zeit lebte ein armer Mönch in einem kleinen heruntergekommenen Tempel in Setagaya. Trotz seiner Armut nahm er Katzen in den Tempel auf und teilte seine mageren Mahlzeiten mit ihnen. Eines Tages war Fürst Naotaka Ii aus dem Bezirk Hikone auf der Jagd, als plötzlich ein Sturm aufkam und er sich unter einem mächtigen Baum in der Nähe des Tempels in Sicherheit brachte. Er bemerkte am Eingang des Tempels eine Katze mit dem Namen Tama, die eine Pfote hob, als würde sie ihn zum Tempel herbeiwinken wollen. Neugierig verließ er seine Deckung und ging zum Tempel, um die seltsame Katze besser zu sehen. In dem Moment, als er den Tempel erreichte, schlug ein Blitz in den Baum ein, unter dem der Fürst zuvor stand. Dabei zerstörte er den großen Baum vollends. Naotaka Ii war so dankbar, dass er sich zum Patron des Tempels erklärte, ihn renovierte und ihn in seinen Familientempel umwandelte. Neben dem Tempel wurde außerdem ein Schrein zu Ehren der Katze Tama errichtet, um daran zu erinnern, wem der Tempel seinen Wohlstand verdankt. 1697 wurde er nach ihm in Gōtoku-ji umbenannt. Als Tama starb, wurde sie auf einem speziellen Friedhof für Katzen beigesetzt. Im Tempel wurde eine Statue von Maneki-neko angefertigt, um dieser besonderen Katze zu gedenken, die seitdem verehrt wird.

## Bildergalerie

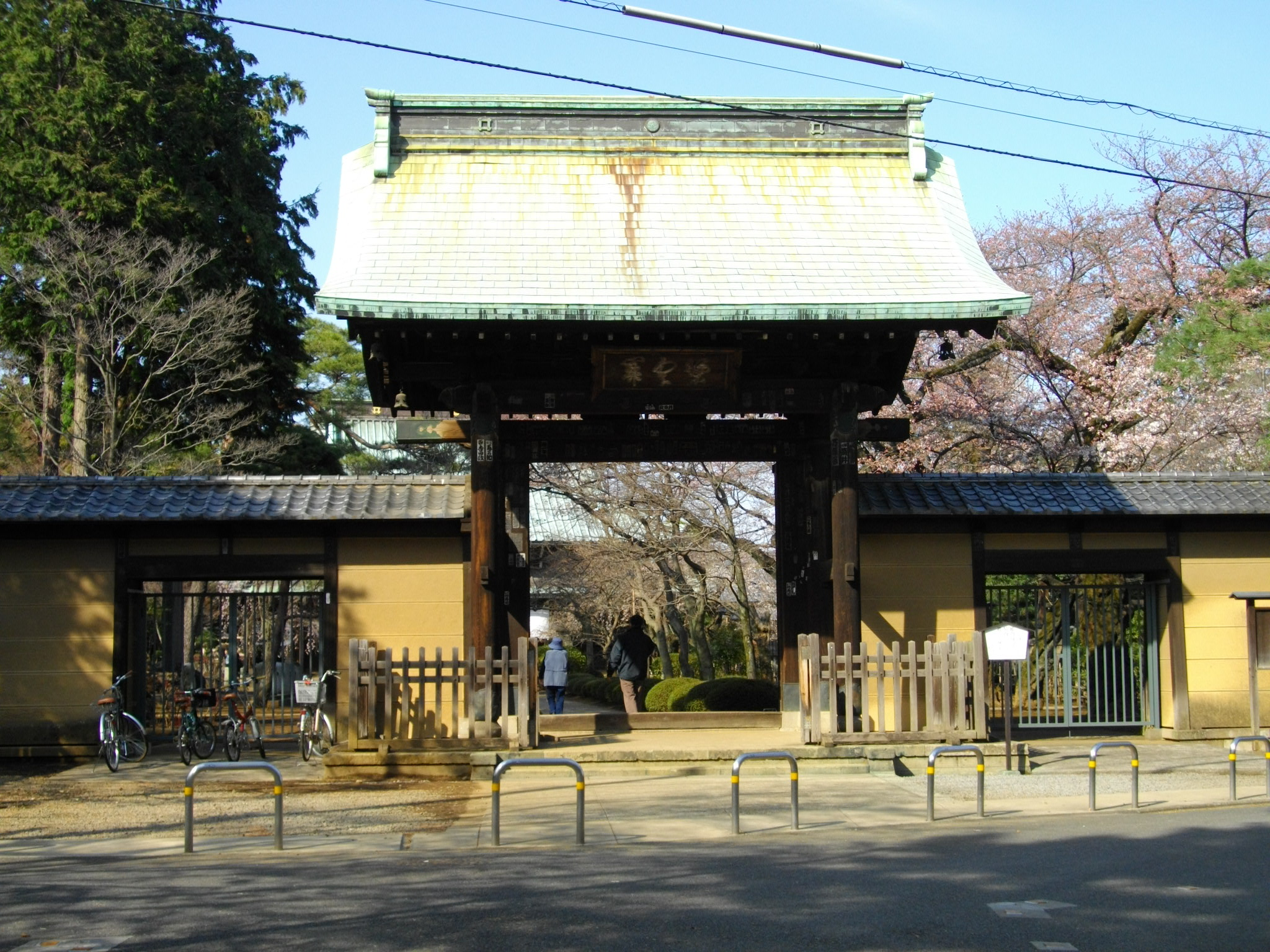
Eingangstor
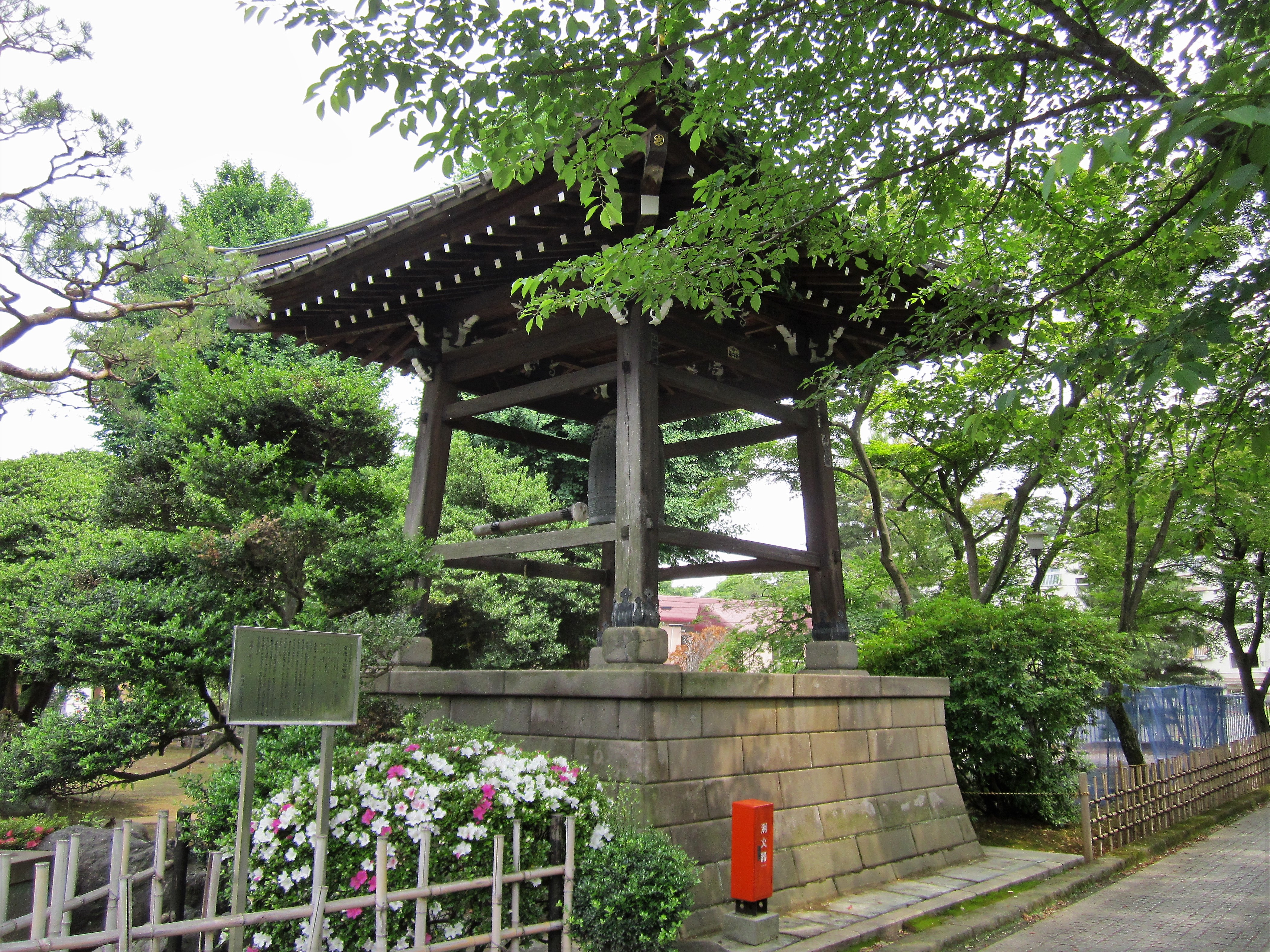
Glockenturm
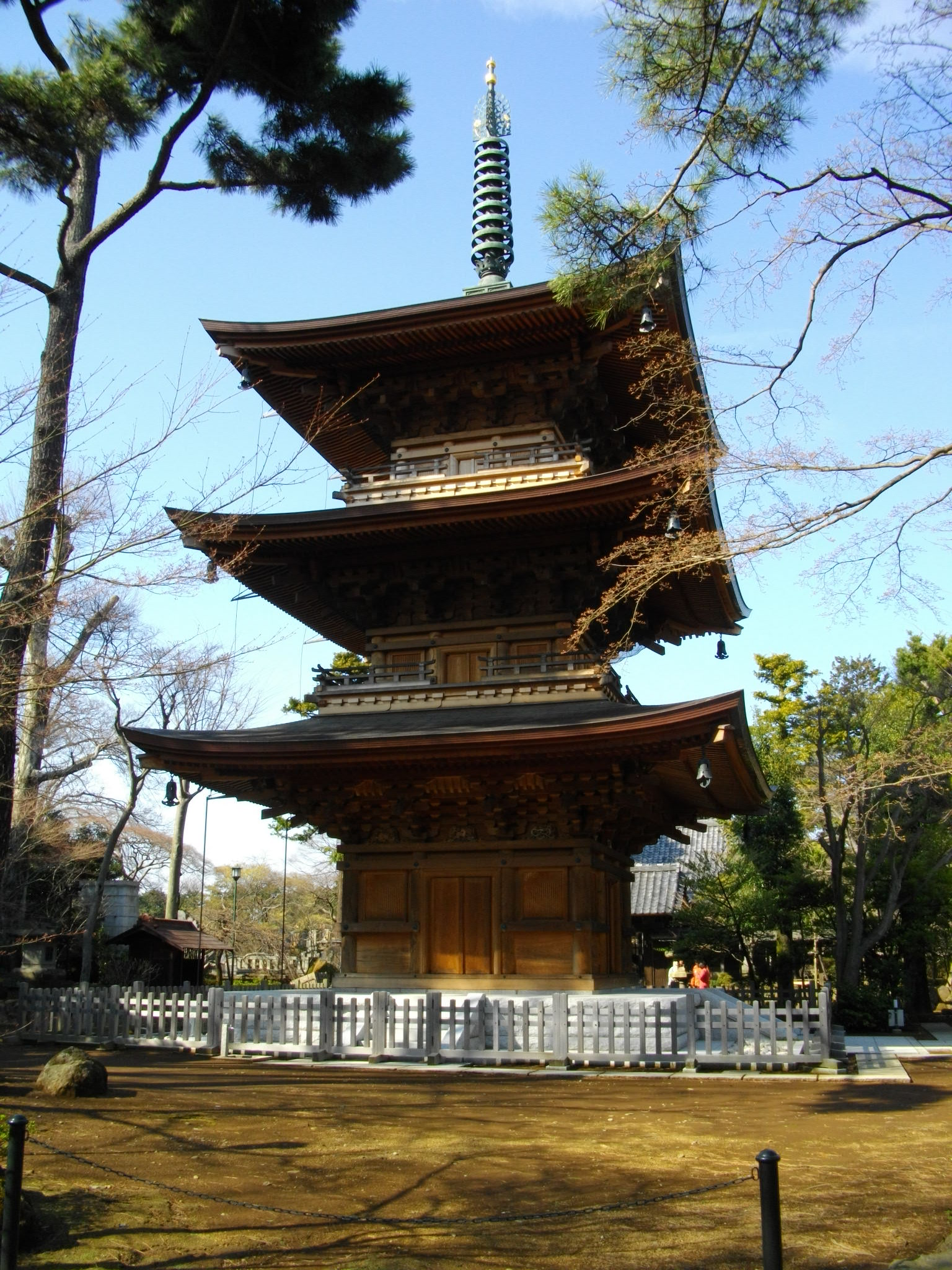
Dreistöckige Pagode
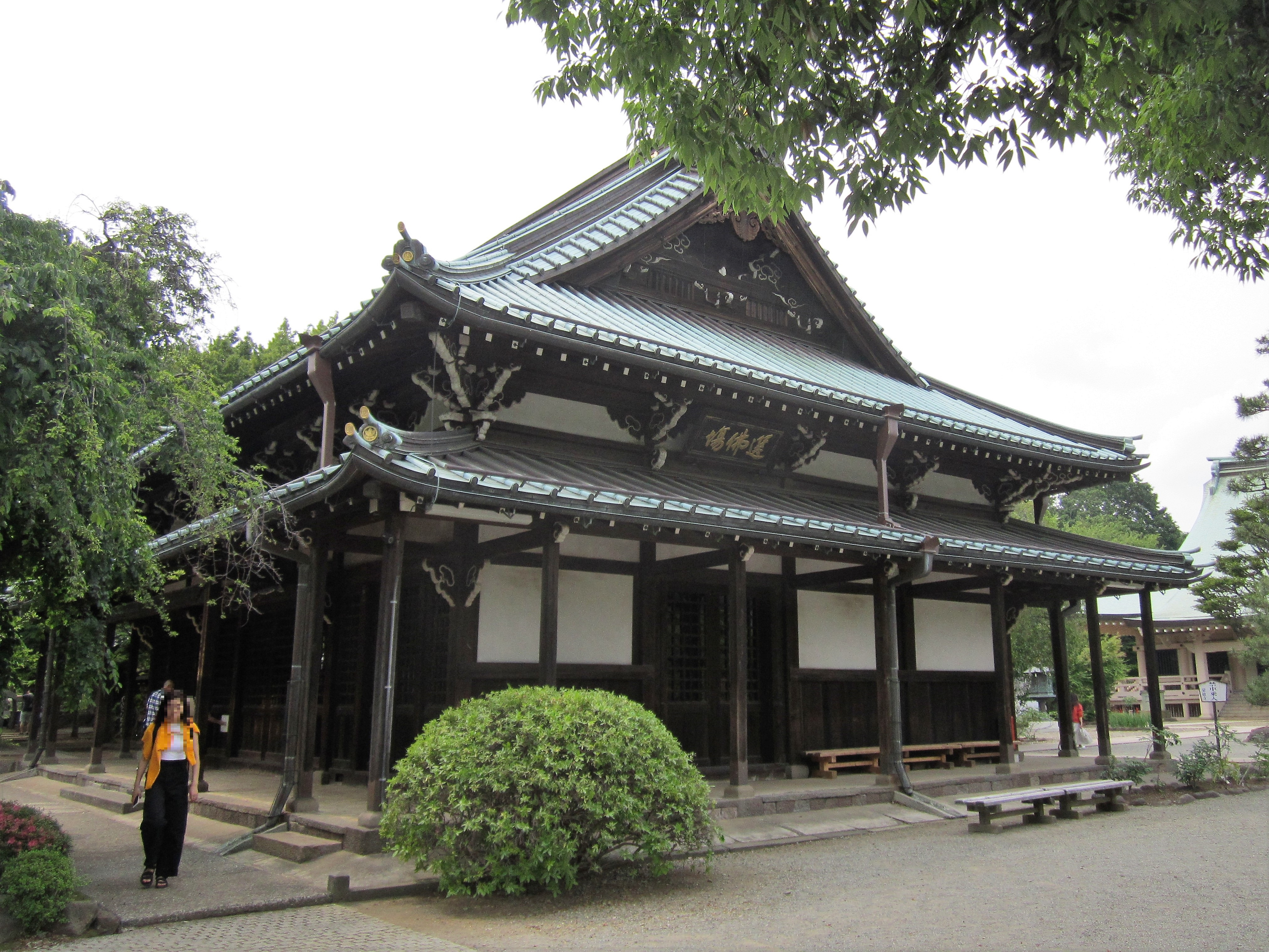
Buddhahalle
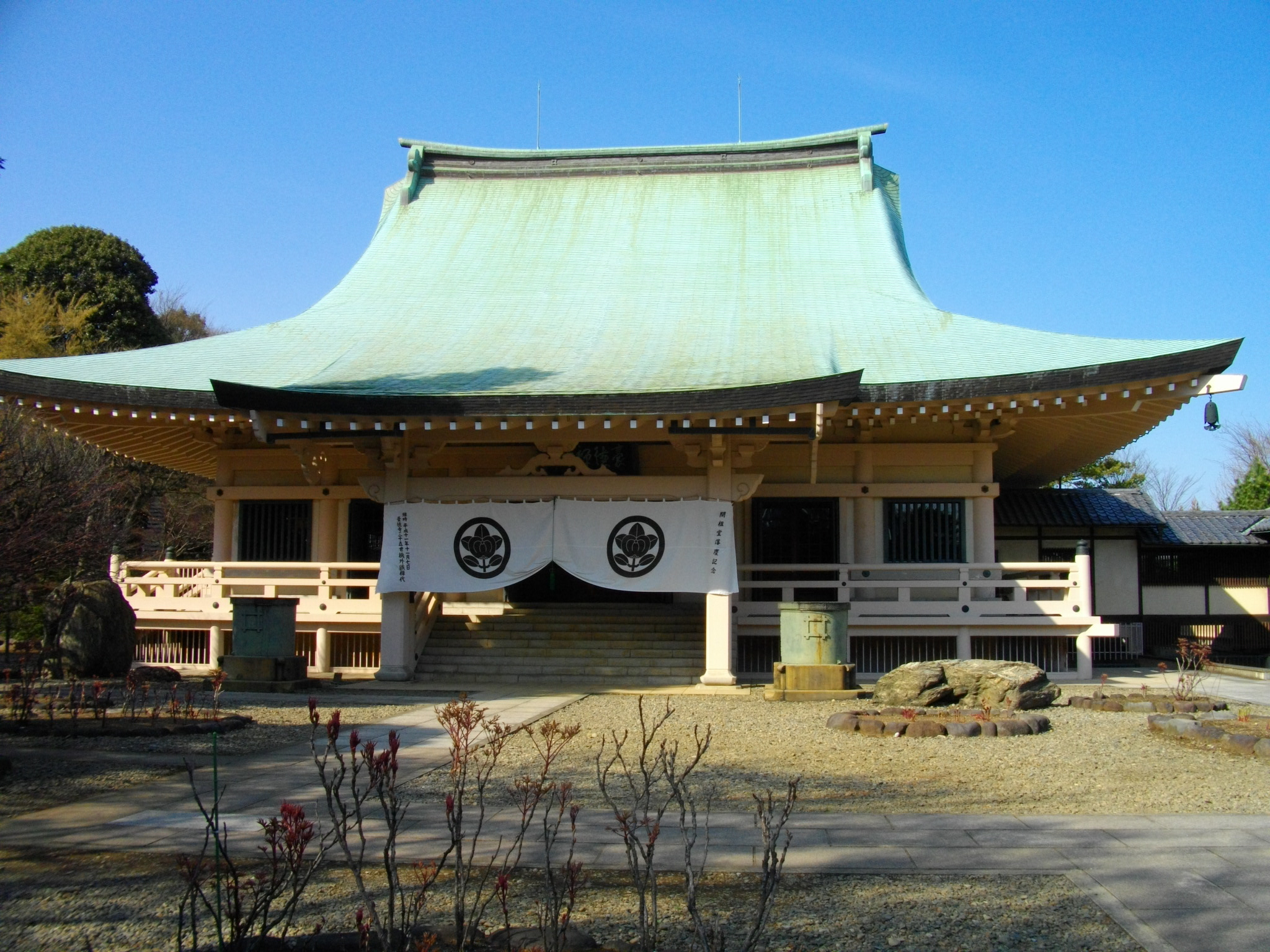
Haupthalle
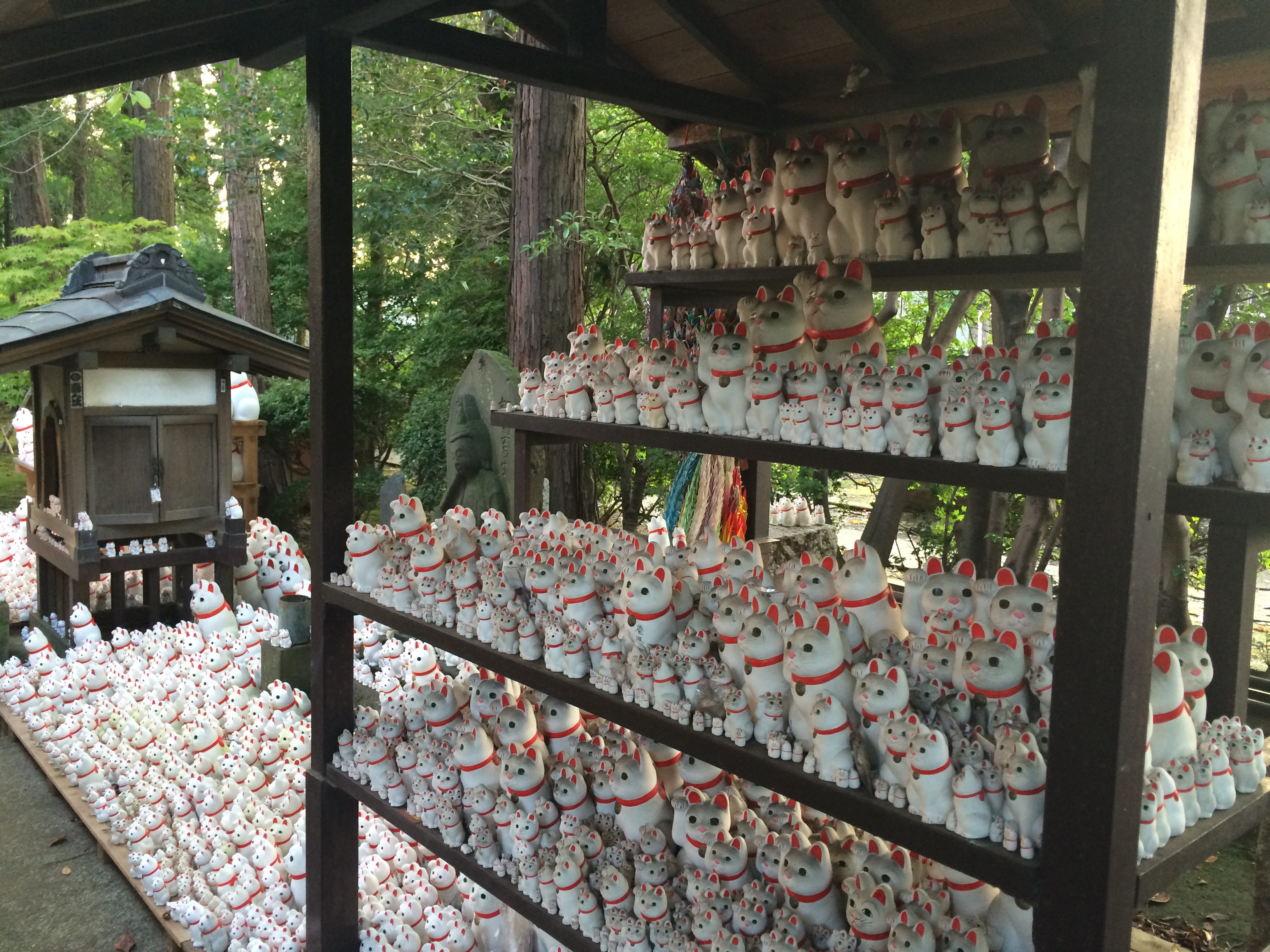
Maneki-neko am Tama-Schrein
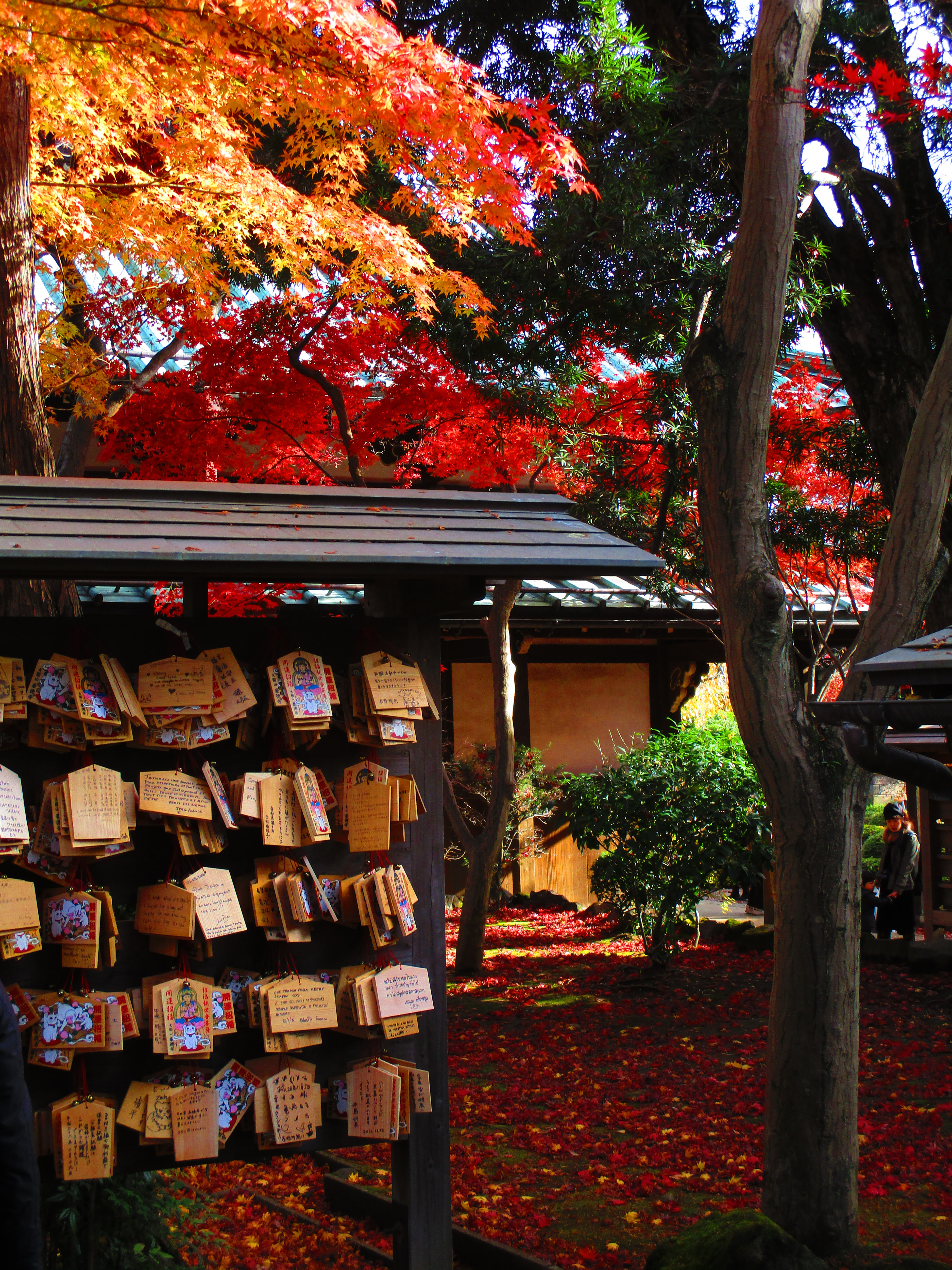
Ema-Täfelchen an der Glückshalle
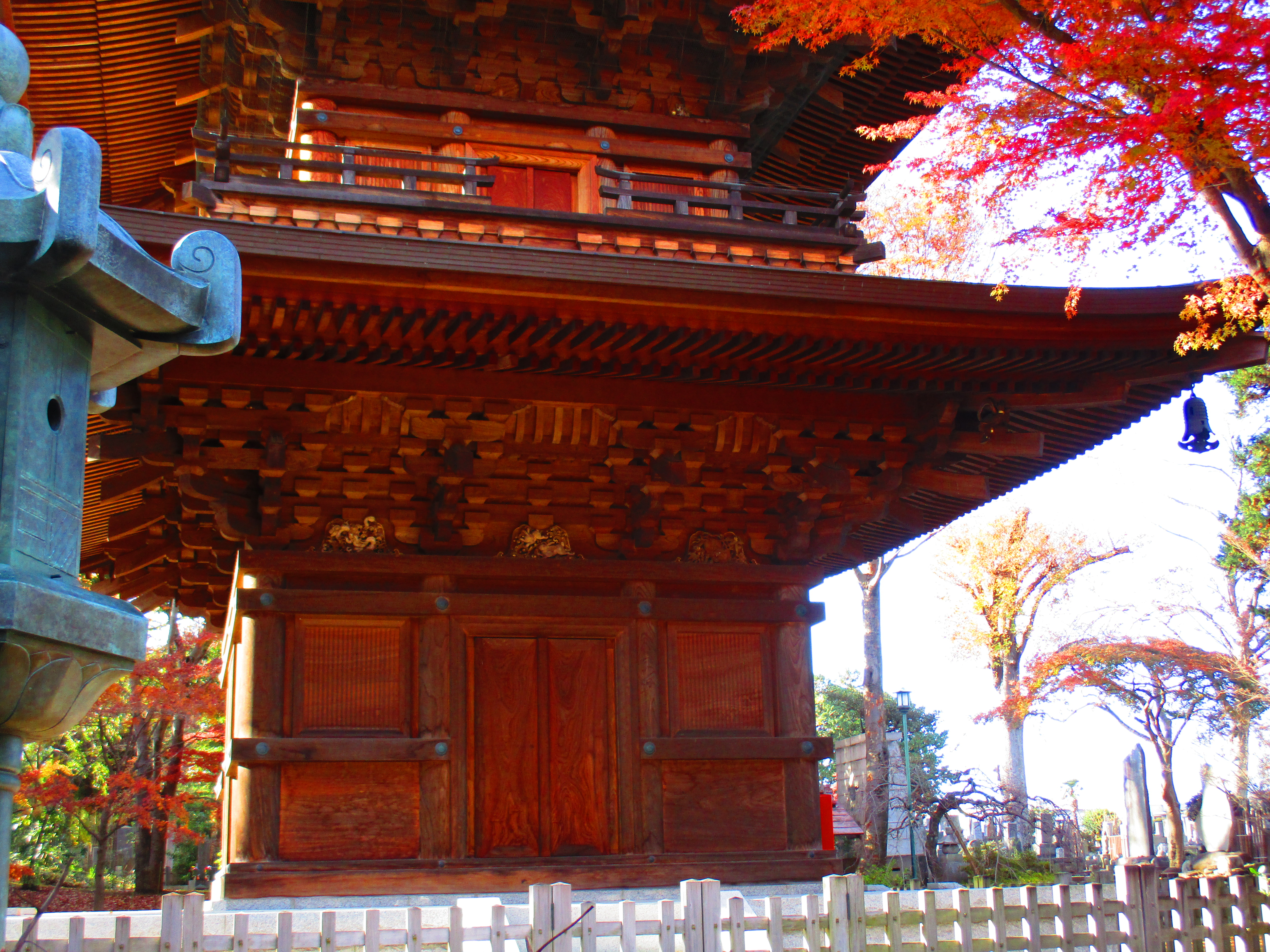
Dreistöckige Pagode
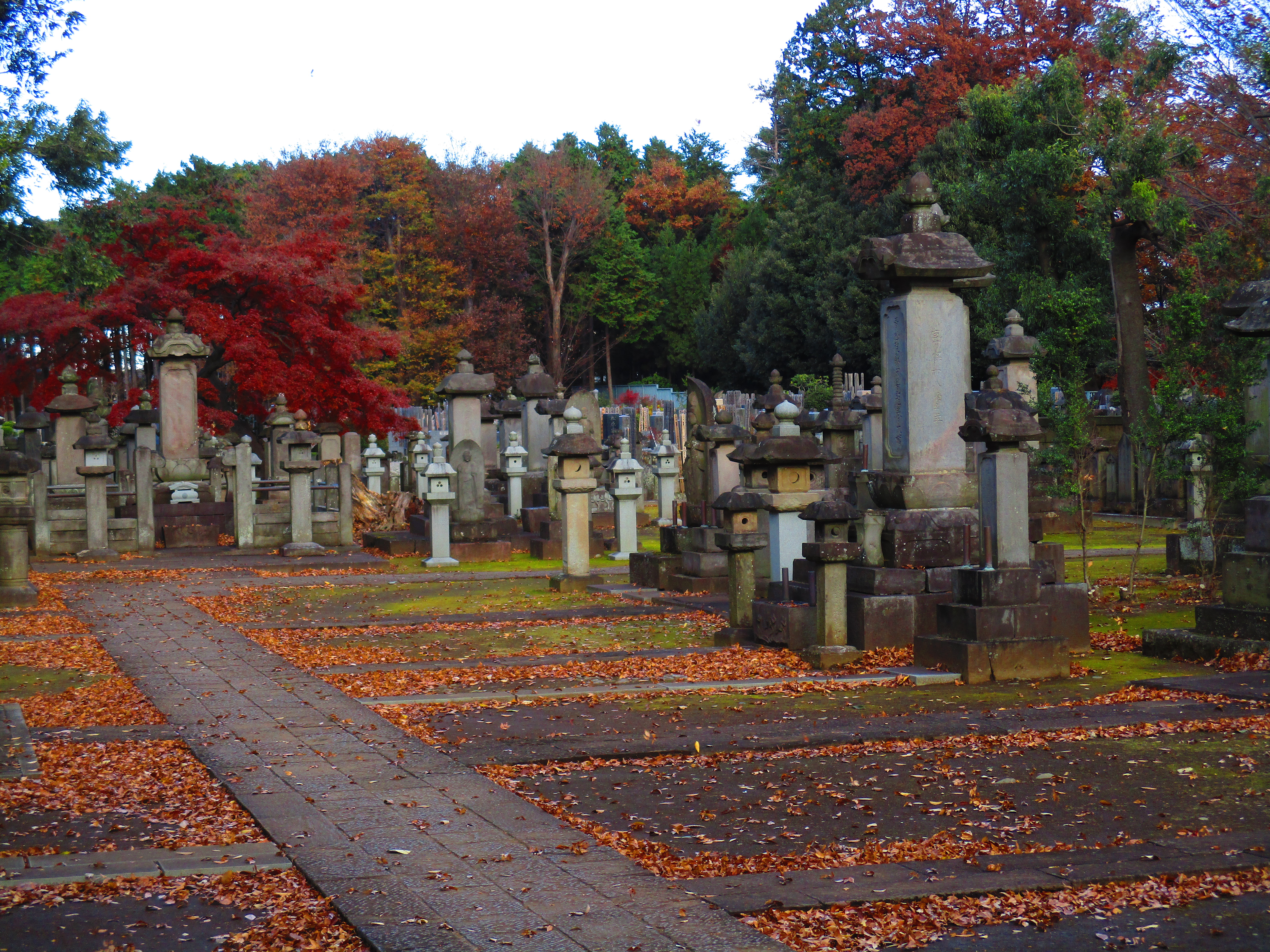
Friedhof
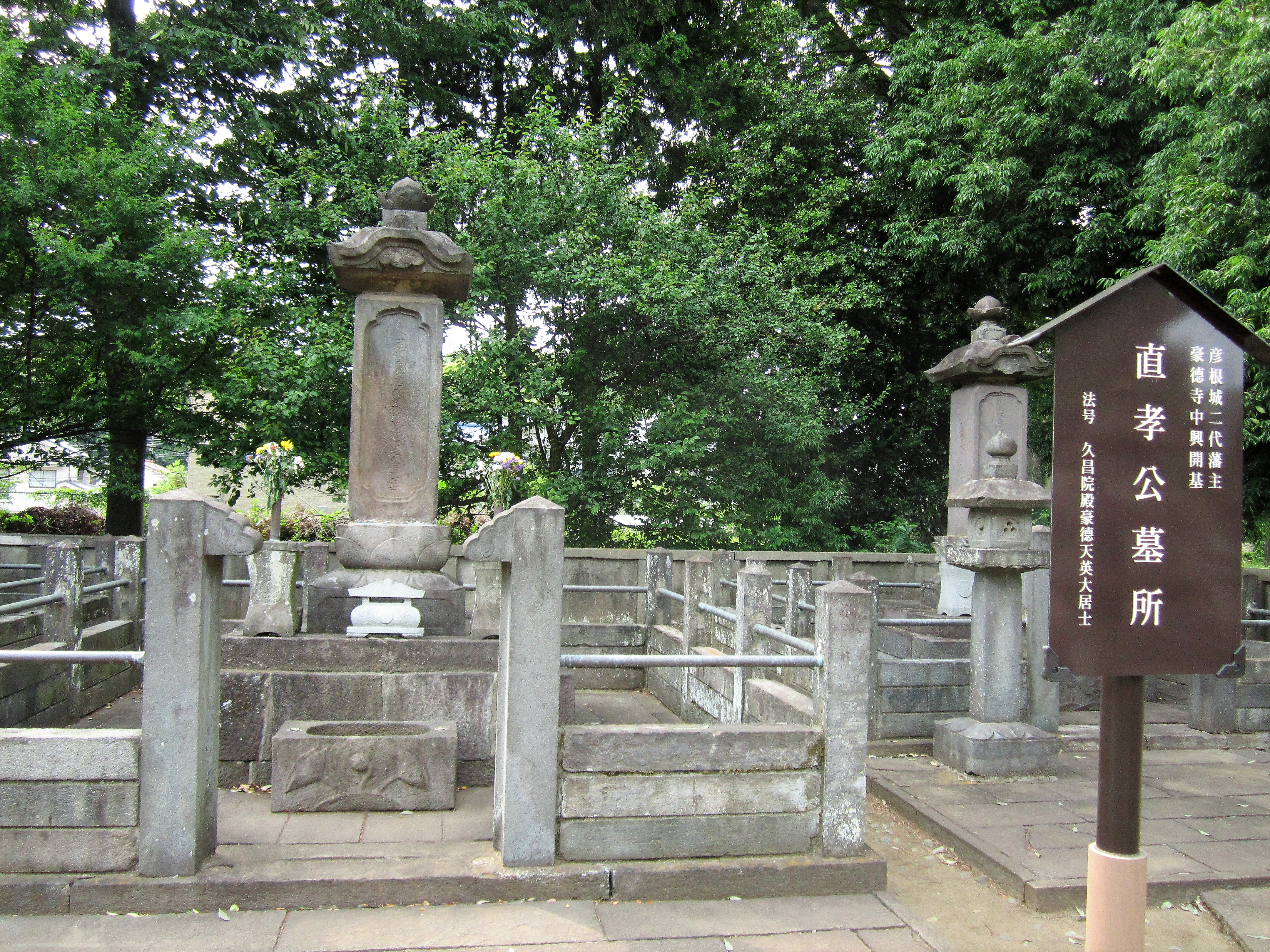
Grab von Naotaka Ii
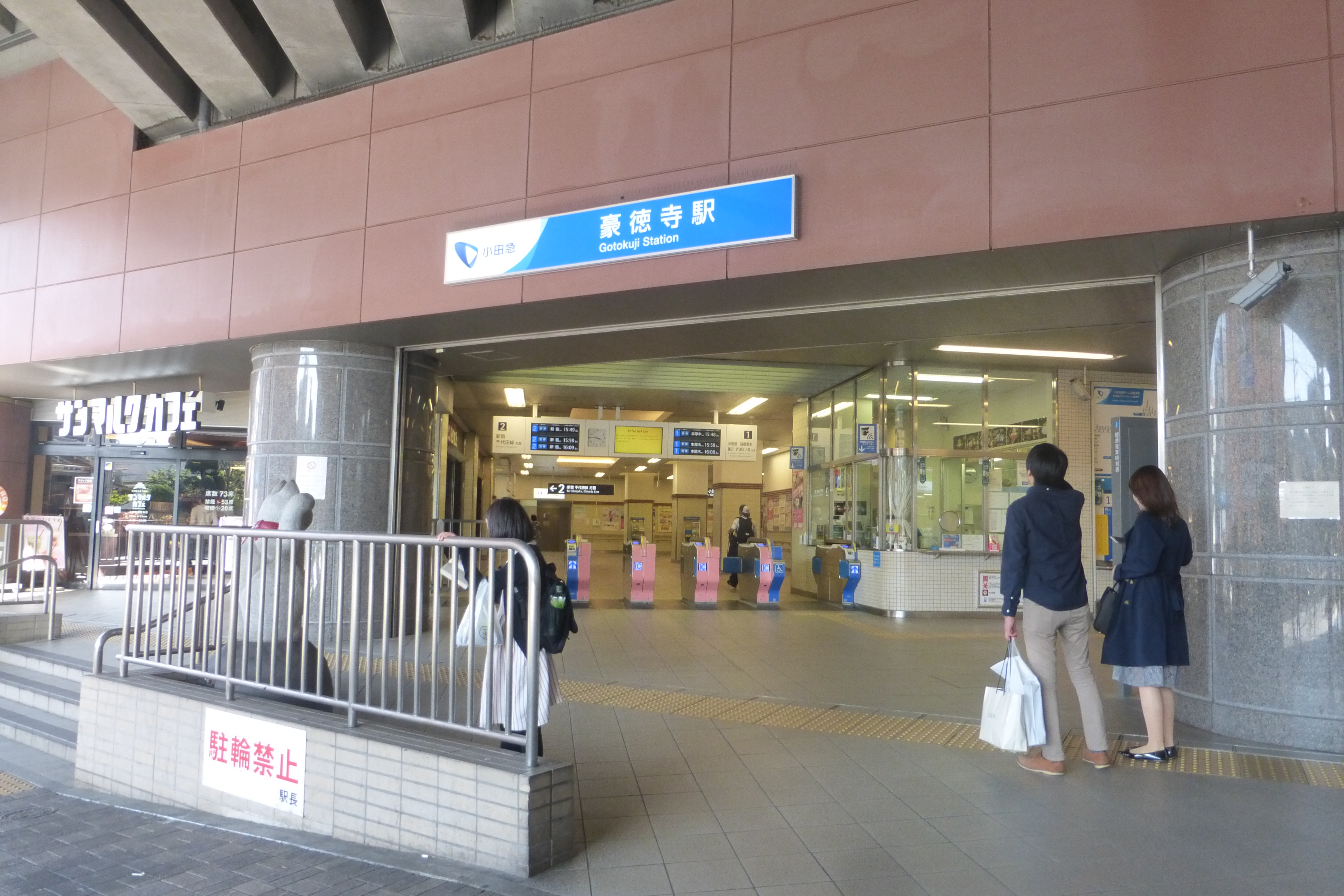
Maneki-neko-Statue vor dem Bahnhof Gōtokuji
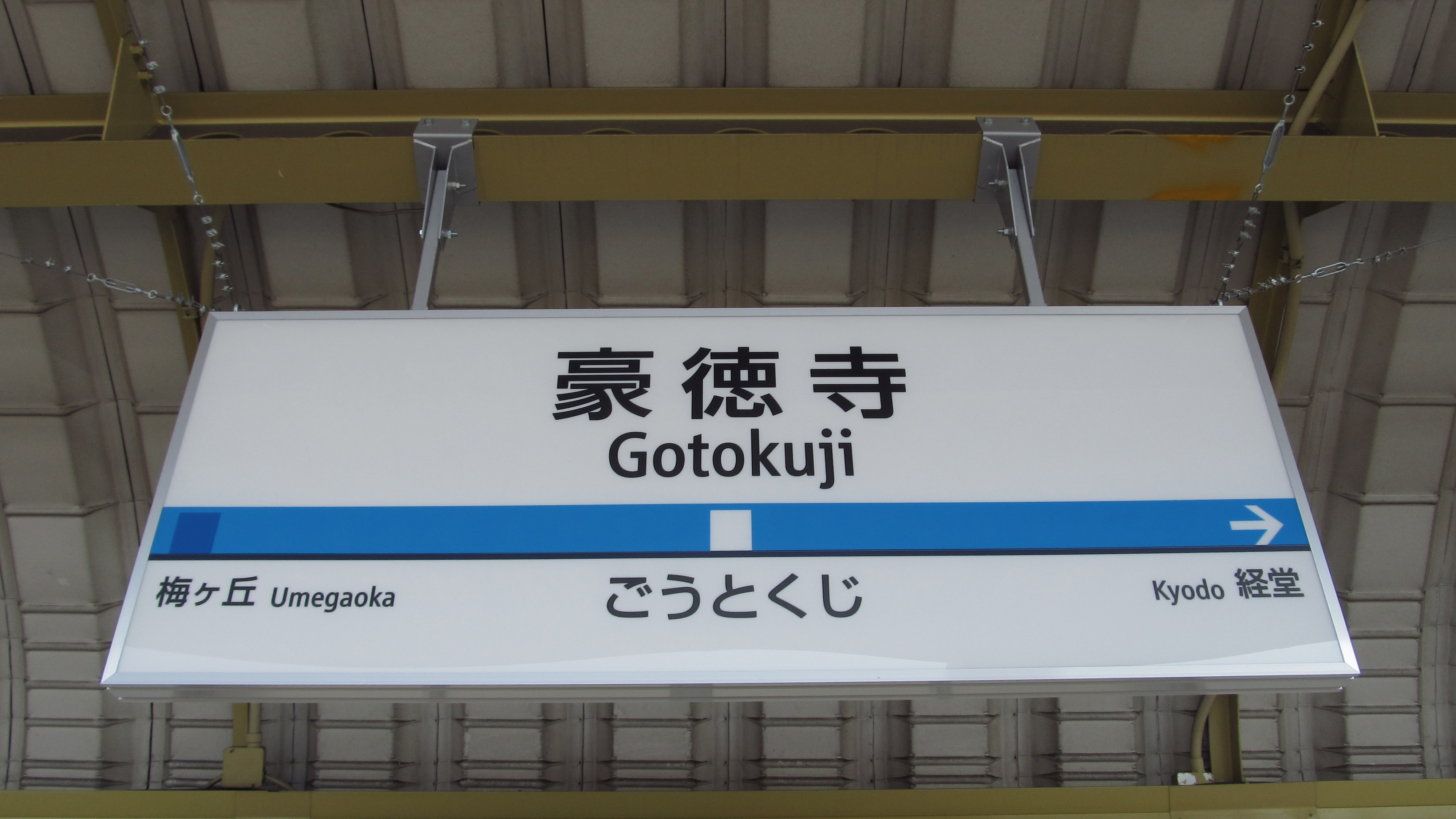
Station Gōtokuji

### Verwechslungen
Der Gōtoku-ji (jap. 豪徳寺) ist nicht mit Gokoku-ji (jap. 護国寺) zu verwechseln.

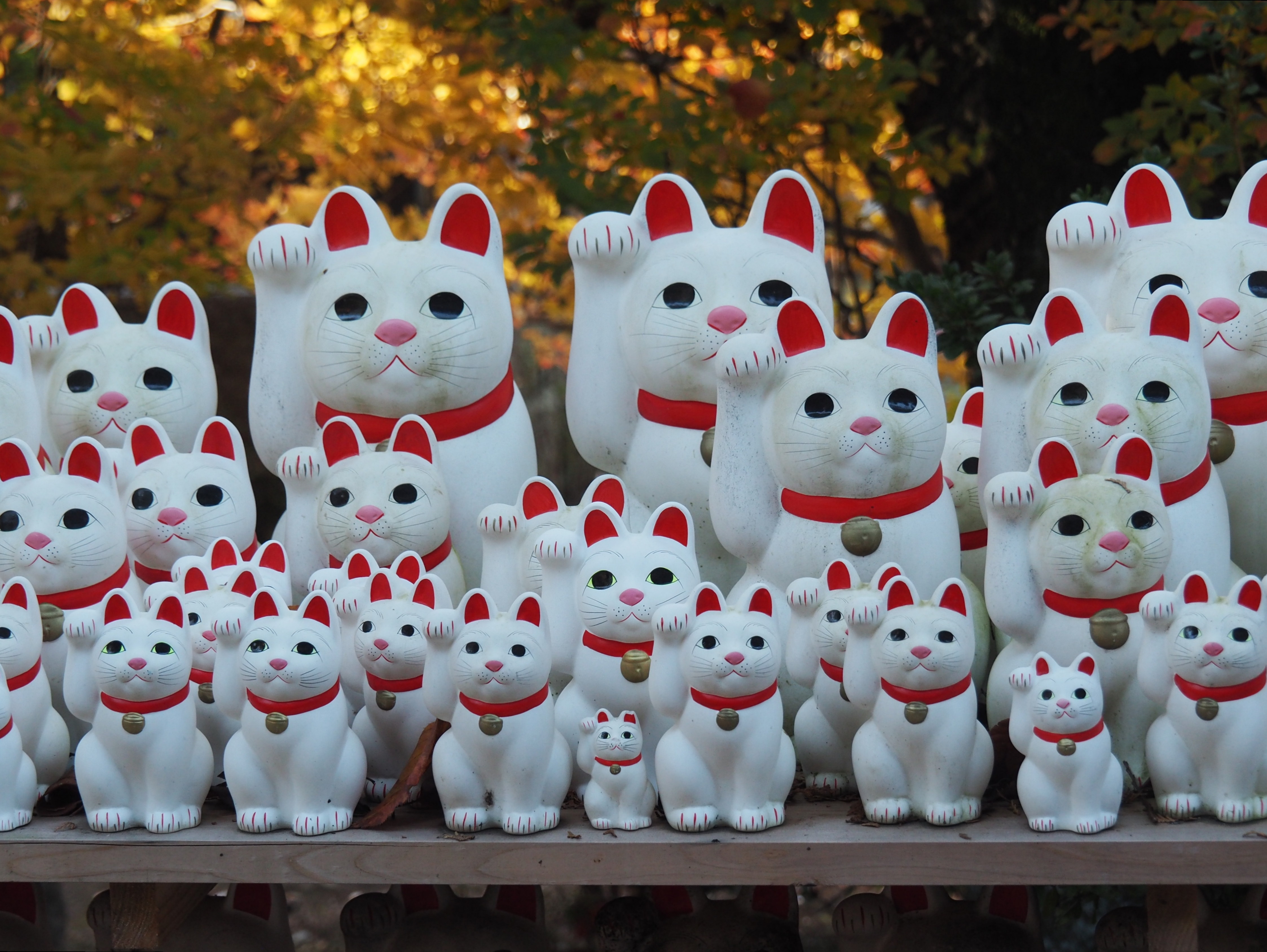